# هندور
هندور،(هندوار)،(هنداوار) روستایی از توابع بخش مرکزی شهرستان ماکو در استان آذربایجان غربی ایران است.
در ۴ کیلومتر از شهر ماکو قرار دارد.

## جمعیت
این روستا در دهستان چایپاسارحنوبی قرار دارد و براساس سرشماری مرکز آمار ایران در سال 1395، جمعیت آن 723 نفر (223خانوار) بوده‌است.